# Peveragno
Peveragno là một đô thị tại tỉnh Cuneo trong vùng Piedmont của Italia, vị trí cách khoảng 80 km về phía nam của Torino và khoảng 8 km về phía đông nam của Cuneo. Tại thời điểm ngày 31 tháng 12 năm 2004, đô thị này có dân số 5.276 người và diện tích là 68,3 km².
Đô thị Peveragno có các frazione (đơn vị cấp dưới) Madonna dei Boschi, Montefallonio, Pradeboni, San Giovenale, San Lorenzo, Santa Margherita.
Peveragno giáp các đô thị: Beinette, Boves, Chiusa di Pesio, Cuneo và Limone Piemonte.